# Эрдоган, Аслы
Аслы Эрдоган (род. 8 марта 1967) — турецкая писательница, физик, правозащитница и колумнистка.

## Биография
Родилась в Стамбуле. В 1983 году окончила Роберт-колледж, в 1988 году — Босфорский университет. С 1991 по 1993 годы работала в ЦЕРНе, по результатам её работы Эрдоган была присвоена Босфорским университетом степень магистра естественных наук. Затем Аслы Эрдоган занималась физикой в Рио-де-Жанейро, в 1996 году вернулась в Турцию и стала писательницей.
Первое произведение Аслы Эрдоган «Последняя прощальная записка» в 1990 году заняло третье место в писательском конкурсе Юнуса Нади. Первый роман Эрдоган «Kabuk Adam» был опубликован в 1994 году, за ним в 1996 году последовал сборник рассказов «Mucizevi Mandarin». В 1997 году рассказ Аслы Эрдоган «Деревянные птицы» победил в конкурсе, организованном «Deutsche Welle», второй роман «Kırmızı Pelerinli Kent» получил широкое признание и был переведён на английский язык.
С 1998 по 2000 годы Эрдоган входила в организованный Пен-клубом комитет писателей в тюрьмах. С 1998 года вела колонку в газете «Radikal».
С 2011 года вела колонку в «Özgür Gündem», в которой писала о проблеме насилия над женщинами, условиях содержания заключённых и правах курдов.
В 2016 году была избрана писателем-резидентом ICORN в Кракове.
В 2017 годы Аслы Эрдоган и Дениз Юджель были награждены премией «За свободу и будущее СМИ», присуждаемую Лейпцигским фондом поддержки СМИ. В предыдущие годы лауреатами этой награды стали Ахмет Алтан, Недим Шенер и Джан Дюндар.
Множество произведений Эрдоган были переведены на французский язык. Также работы Аслы Эрдоган переведены на боснийский, датский, болгарский, фламандский, немецкий, шведский, нидерландский и армянский языки.

### Арест
После попытки переворота в 2016 году издание «Özgür Gündem» было обвинено в связях с движением Гюлена и в августе того же года закрыто. После этого было арестовано 20 сотрудников «Özgür Gündem», большинство из них вскоре были выпущены, но четверо, включая Аслы Эрдоган, были оставлены в тюрьме. Им были предъявлены обвинения в членстве в Рабочей партии Курдистана, которая признана Турцией террористической организацией.
В интервью изданию «Cumhuriyet» Аслы Эрдоган, болеющая диабетом, астмой и хронической обструктивной болезнью лёгких, заявила, что в тюрьме она не получает необходимые ей лекарства. После этого «ПЕН-клуб» потребовал у властей Турции предоставить ей необходимые медицинское медицинское обслуживание.
17 ноября 2016 года стало известно, что ряд писателей Франции подписали обращение с требованием к властям Франции помочь освобождению Аслы Эрдоган и Неджмие Алпай. Аньес Дезарт направила это обращение президенту Франции Франсуа Олланду.
30 декабря 2016 года Аслы Эрдоган была признана невиновной и выпущена из тюрьмы вместе с двумя другими бывшими сотрудниками «Özgür Gündem» Неджмие Алпай и Каей Заной.